# LHX: Attack Chopper
LHX: Attack Chopper ist ein Helikopter-Flugsimulations-Computerspiel, welches von Electronic Arts programmiert und 1990 für MS-DOS veröffentlicht wurde. 1992 wurde das Spiel für das Sega Mega Drive portiert und veröffentlicht.

## Spielprinzip
In dem Spiel steuert man 4 verschiedene Helikopter der US Army: den namensgebenden LHX Prototyp (aus dem später der RAH-66 Comanche hervorgehen würde), den AH64-A Apache, den UH-60 Blackhawk sowie den (damals bislang nur als Prototyp existierenden) MV-22 Osprey. Ziel ist es, gesetzte Missionen zu durchfliegen, dabei verschiedene Boden- und Luftziele zu zerstören und heil wieder auf der eigenen Basis zu landen. Dabei stehen drei Kampagnen in verschiedenen Weltregionen zur Auswahl: Vietnam, Libyen und (Ost-)Deutschland. In allen Kampagnen bestehen die gegnerischen Einheiten aus sowjetischer Militärtechnik.
Die Missionen einer Kampagne können in beliebiger Reihenfolge absolviert werden. Für den Abschluss einer Mission erhält der Spieler Punkte. Bei besonders erfolgreich abgeschlossenen Missionen kann der Spieler zusätzlich Auszeichnungen und Medaillen erhalten. Der Ausgang einer Mission hat keinen Einfluss auf die restlichen Missionen. Missionen können beliebig oft wiederholt werden. Sollte jedoch der eigene Helikopter abgeschossen werden, wird die Punktezahl des Spielers auf Null zurückgesetzt und erspielte Auszeichnungen und Medaillen gelöscht.

## Rezeption
Das Spiel hat von der Fachpresse seinerzeit mäßige bis schlechte Bewertungen erhalten, da das Flugmodell völlig unrealistisch sei und sich das Spiel deutlich mehr auf die Action konzentrierte.
Dennoch führte die Zeitschrift PC Gamer US das Spiel 1994 in seiner Liste der besten Spiele aller Zeiten auf Platz 29.